# Broń jądrowa

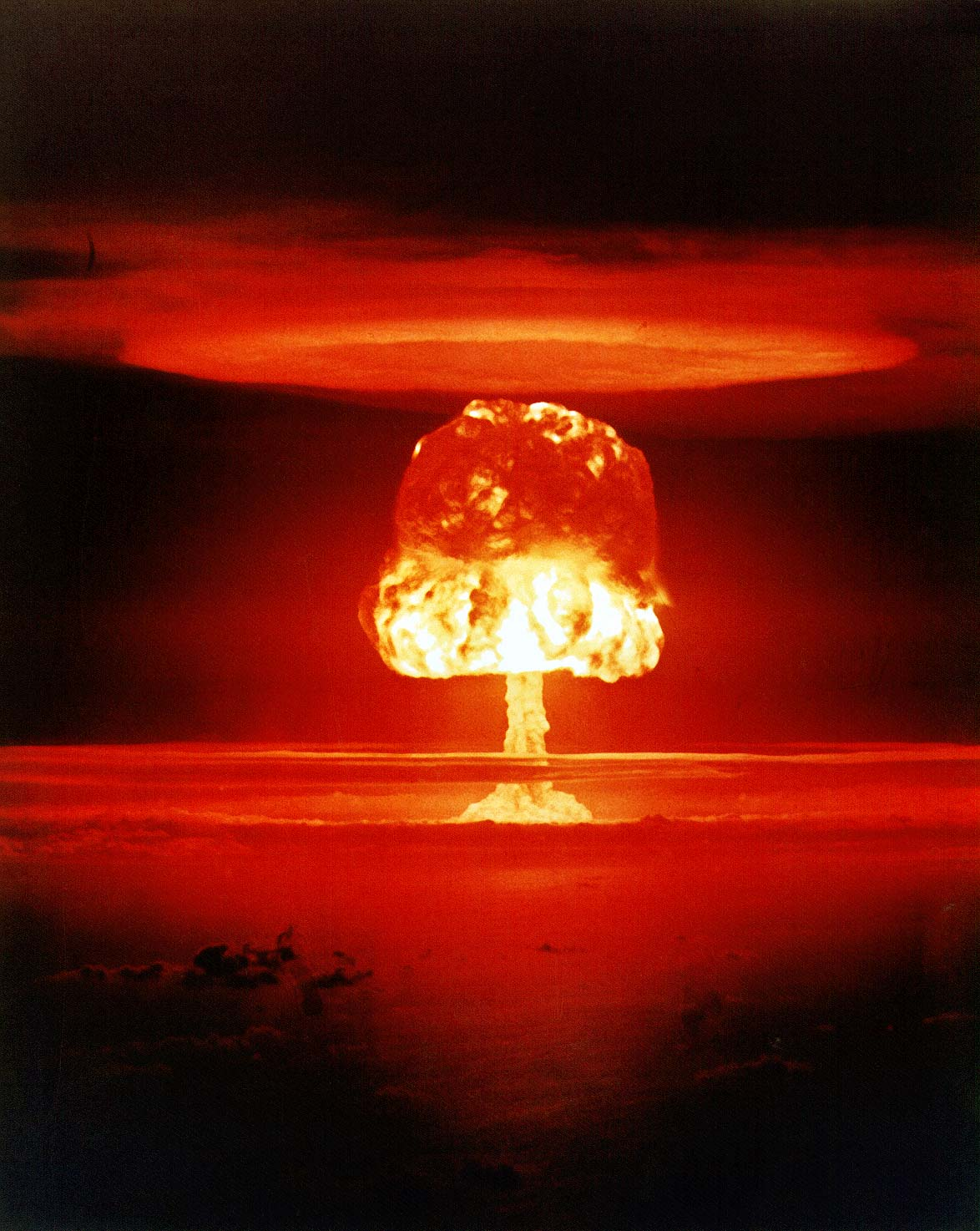
Wybuch bomby jądrowej w 1954 roku, podczas testu Castle Romeo na atolu Bikini – Wyspy Marshalla, Ocean Spokojny

Broń jądrowa – broń oparta na wybuchach jądrowych. To kompletny zestaw urządzeń, który w swej ostatecznej, zaplanowanej konfiguracji, po zakończeniu procedury uzbrajania i odpalania, jest zdolny do zainicjowania niekontrolowanej reakcji jądrowej z uwolnieniem energii. Ze względu na typ reakcji wyróżnia się dwa rodzaje takiej broni:
- bomba atomowa, inaczej rozszczepieniowa[2], bazuje na rozszczepianiu jąder ciężkich pierwiastków jak uran i pluton;
- broń termojądrowa bazuje na reakcji syntezy jąder lekkich pierwiastków jak wodór; stąd też inna nazwa – broń wodorowa[1].

Współcześnie (2023) oba rodzaje są znane jako broń jądrowa; jest to przykład broni masowej zagłady. Moc ładunku jądrowego wyraża się za pomocą równoważnika trotylowego odpowiadającej energii wybuchu danego ładunku jądrowego.
Broń jądrową po raz pierwszy stworzono w 1945 roku w USA. W tym samym roku odbyła się tam pierwsza detonacja próbna oraz pierwsze użycie takiej broni w walce – przeciw Japonii, przez bombardowanie dwóch miast – Hiroszimy i Nagasaki, zabijając ponad 100 tysięcy osób. Odtąd broń jądrową zdobyło kilka państw; hipotetyczne starcie takich sił jest nazywane wojną jądrową, a jej przypuszczalne skutki to jądrowa zima i jądrowa zagłada ludzkości. Różne państwa i organizacje działają na rzecz denuklearyzacji – ograniczenia prób jądrowych, rozmieszczania takiej broni i jej produkcji. Poskutkowało to szeregiem umów międzynarodowych, opisanych niżej, oraz przyznaniem Pokojowych Nagród Nobla działaczom na rzecz jądrowego rozbrojenia.

## Historia broni jądrowej

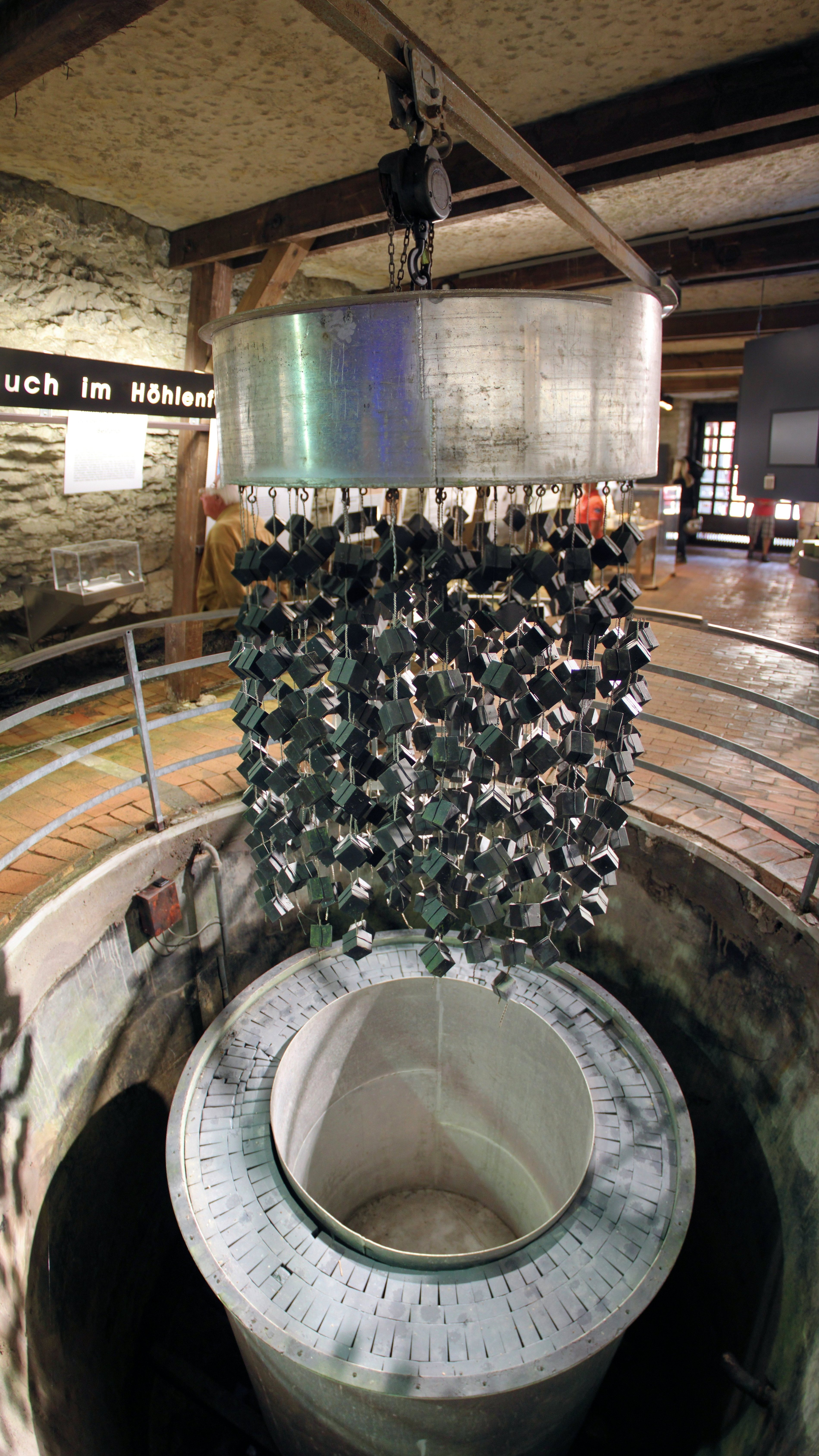
Replika niemieckiego reaktora w Haigerlochu

### Przed II wojną światową
- Początek XX wieku – Ernest Rutherford, nowozelandzki naukowiec pracujący w Wielkiej Brytanii, wniósł główny wkład do analizy struktury atomu[9];
- Lata 20. XX wieku – w ZSRR działało pięć instytutów naukowych (dwa w Leningradzie, dwa w Moskwie i jeden w Charkowie), które prowadziły badania nuklearne[10];
- 1938 – niemieccy naukowcy Otto Hahn i Fritz Strassmann dokonali rozszczepienia jądra atomu (rozbicia). Bardzo szybko rozpoczęły się badania nad jego zastosowaniem do celów militarnych[11]. Przed II wojną światową największe osiągnięcia w dziedzinie badań nad atomem miały Niemcy i były najbliżej skonstruowania bomby atomowej[12];

### II wojna światowa

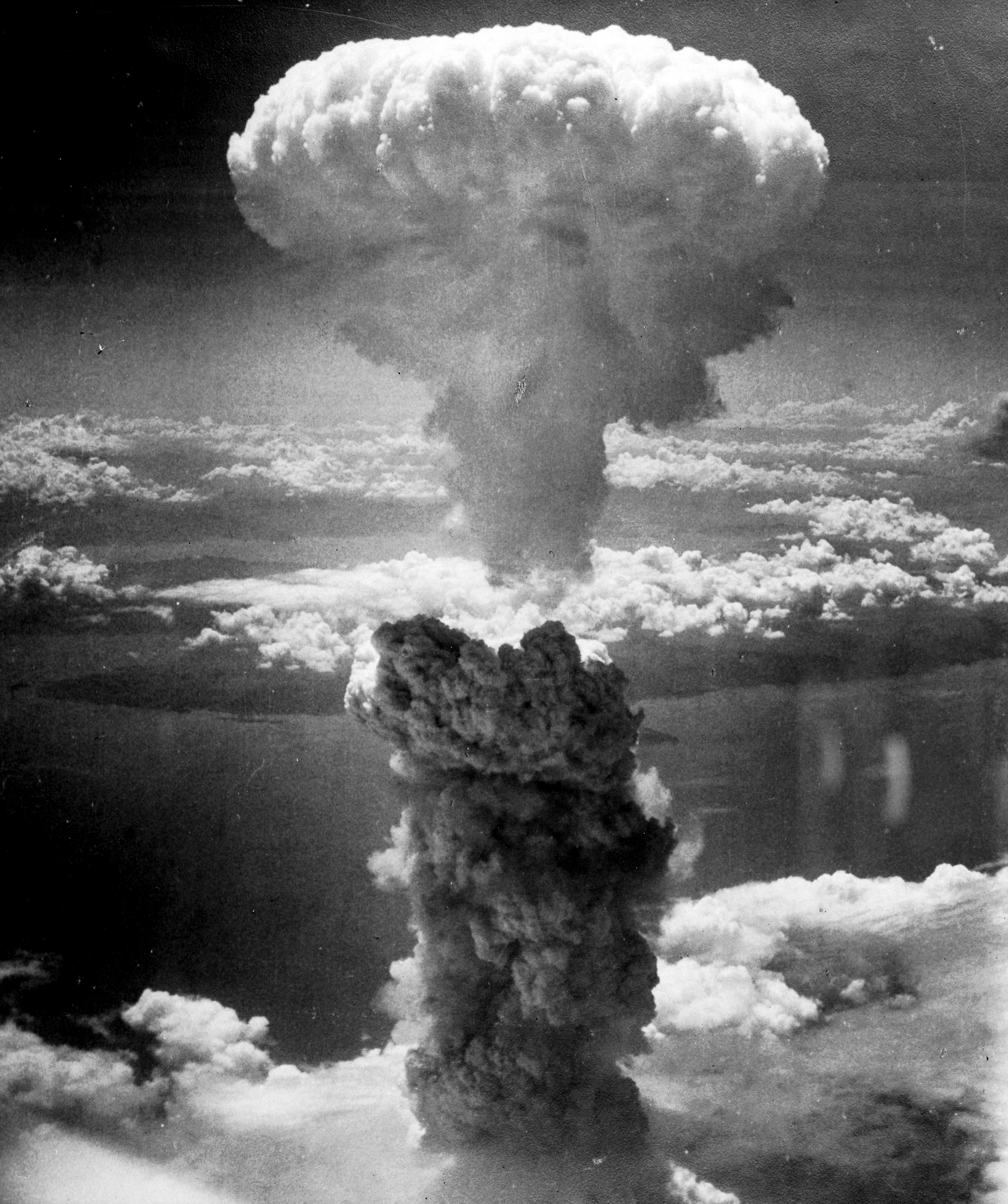
Wybuch bomby jądrowej w Nagasaki, 9 sierpnia 1945

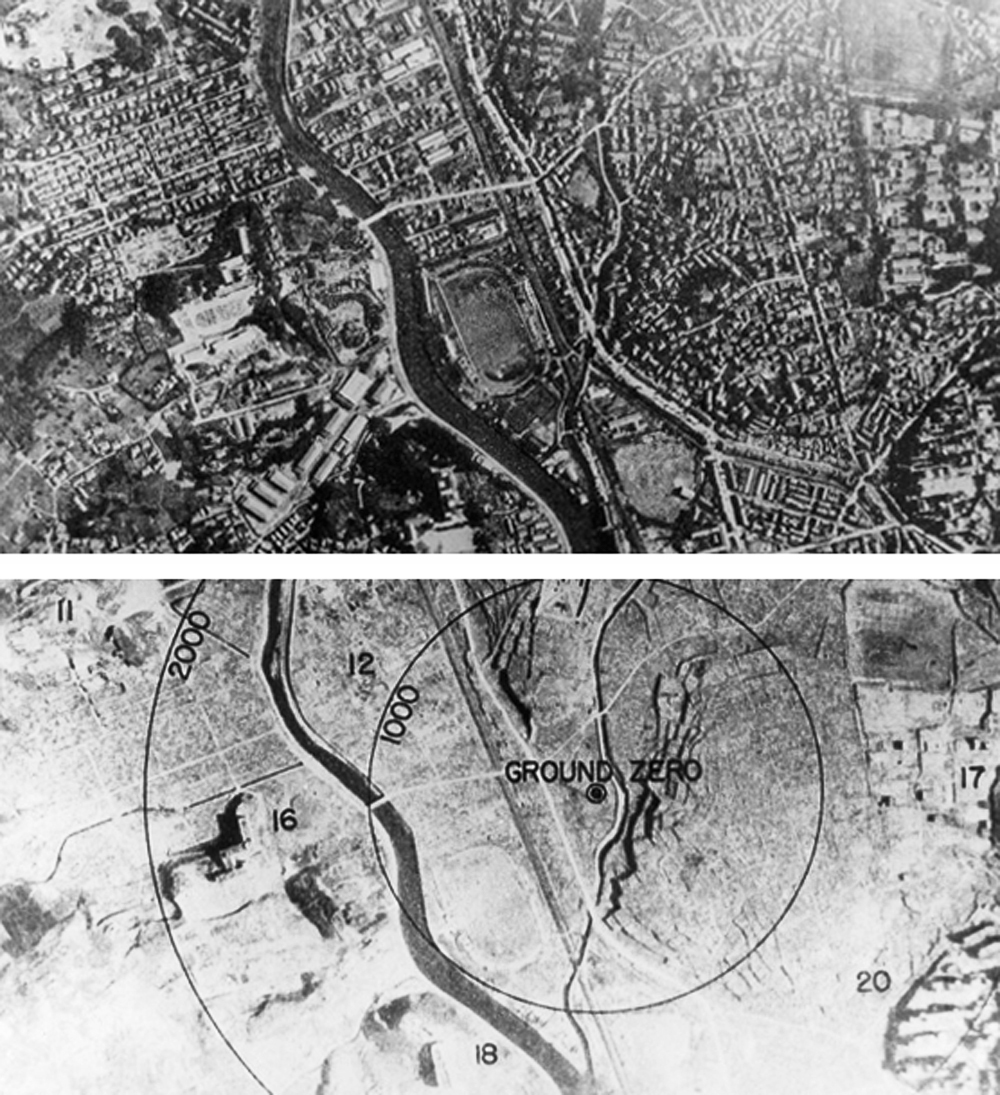
Skutki wybuchu bomby atomowej w Nagasaki. Odległości od epicentrum podane w stopach

- Październik 1940 – trzech radzieckich uczonych z instytutu w Charkowie złożyło wniosek na przyznanie patentu o wykorzystanie uranu jako środka wybuchowego i trującego, jednak wniosek został odrzucony przez urzędy[10];
- 23 czerwca 1942 – eksplozja niemieckiego reaktora atomowego w Lipsku[13] (kolejnego reaktora Niemcy nie zdążyli uruchomić w wyniku zakończenia wojny)[12];
- Od listopada 1942 do marca 1943 był budowany amerykański ośrodek naukowy w Los Alamos (Los Alamos National Laboratory). Najwybitniejsi uczeni różnych narodowości pracowali w nim nad skonstruowaniem bomby. Wielu z nich (np. Klaus Fuchs) uważało, że najpotężniejsza broń nie może być w posiadaniu tylko jednego państwa, co ułatwiło radzieckim szpiegom, takim jak Rosenbergowie, zdobycie informacji o amerykańskim programie atomowym Manhattan[14]. Związek Radziecki miał niezwykle rozbudowaną siatkę szpiegowską[15]. W amerykańskim programie atomowym było zatrudnionych około 130 000 osób, a wydatki według cen z 2011 roku wyniosły prawie 24 mld dolarów[16];
- 2 grudnia 1942 – uruchomienie przez zespół Enrica Fermiego reaktora Chicago Pile-1, pierwszego reaktora na świecie;[potrzebny przypis]
- 11 lutego 1943 – Józef Stalin podpisał dekret powołujący komitet, który miał nadzorować i organizować prace nad skonstruowaniem radzieckiej bomby atomowej. Kierownikiem zespołu naukowców został mianowany prof. Igor Kurczatow[17];
- 14–24 sierpnia 1943 – konferencja w Quebec, pod kryptonimem Quadrant i zawarcie tajnego porozumienia pomiędzy USA oraz Wielką Brytanią o współpracy przy budowie bomby atomowej[18];
- 1943 – uruchomienie amerykańskiej operacji Alsos, akcji wywiadowczej mającej na celu zbieranie informacji na temat niemieckich badań naukowych, a w szczególności prac nad bombą atomową;
- 1944 – Niemcy nie miały samolotu ani rakiety o udźwigu wystarczającym, by przenieść bombę atomową. Wernher von Braun – konstruktor pocisku rakietowego V2 rozpoczął prace nad modyfikacją tego pocisku, by zwiększyć jego udźwig[19];
- 1944 – radziecki konstruktor lotniczy Andriej Tupolew otrzymał od Stalina rozkaz skopiowania amerykańskich bombowców strategicznych B-29; uszkodzone cztery takie maszyny musiały wylądować na sojuszniczych radzieckich lotniskach. W maju 1947 powstały na podstawie B-29 pierwsze seryjne bombowce Tu-4[17];
- 1945 – pierwszym celem aliantów miał być Berlin (stolica Niemiec), jednak bomba nie została zbudowana dostatecznie szybko[20] i zakończyła się wojna w Europie[21];
  - Eksplozja próbna:
    - 16 lipca 1945 – pustynia Alamogordo w stanie Nowy Meksyk (Stany Zjednoczone), miejsce próby nosiło nadaną przez konkwistadorów nazwę Jornada del Muerto (hiszp. droga umarłego). Zdetonowano bombę „Gadget” w ramach eksperymentu Trinity;

  - Użycie bojowe, atak atomowy na Hiroszimę i Nagasaki:
    - 6 sierpnia 1945 – Hiroszima (bomba Little Boy);
    - 9 sierpnia 1945 – Nagasaki (bomba Fat Man).
- 2 września 1945 – kapitulacja Japonii i zakończenie II wojny światowej;

### Zimna wojna

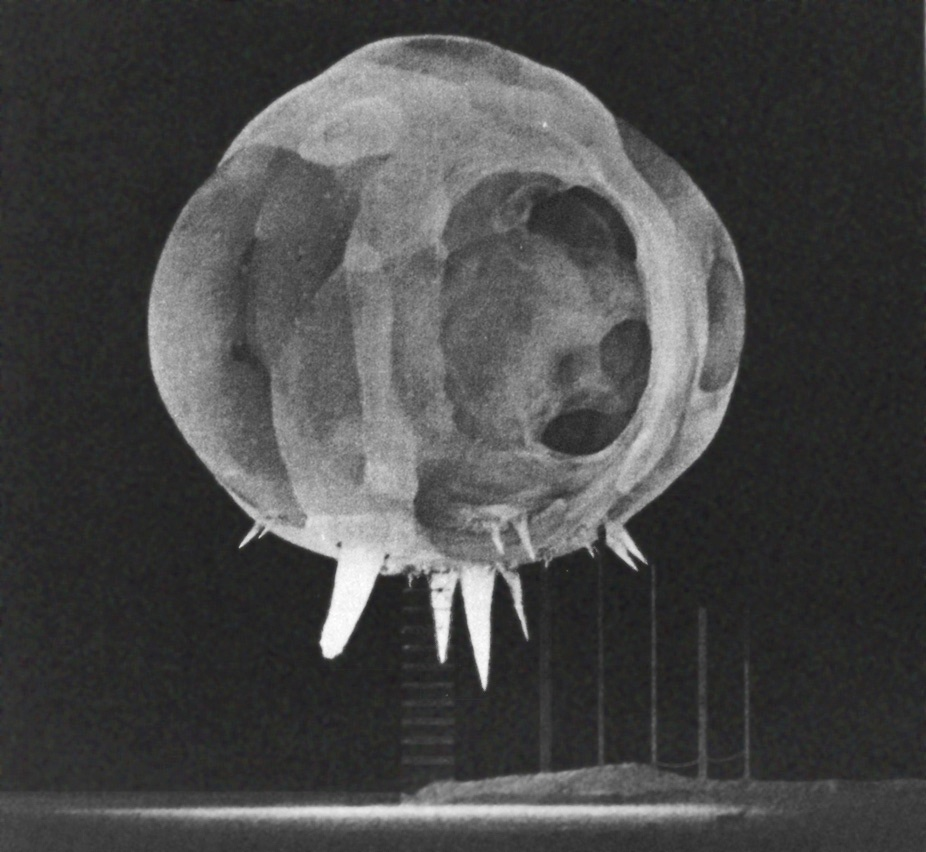
Bomba jądrowa Tumbler-Snapper około milisekundy po zapłonie, zdjęcie z kamery Rapatronic, 1952

- 1947 – Stany Zjednoczone miały 13 bomb atomowych[23];
- 29 sierpnia 1949 – eksplozja pierwszej radzieckiej bomby atomowej[24], przeprowadzona na poligonie w Semipałatyńsku w Kazachstanie; ZSRR stał się drugim państwem świata dysponującym bronią nuklearną[10]. Wywiad amerykański szacował, że ZSRR będzie w stanie przeprowadzić próbę najwcześniej w połowie 1950 roku, a najbardziej prawdopodobnie w połowie 1953 roku[25];
- 3 października 1952 – Wielka Brytania przeprowadziła pierwszą próbę swojej bomby atomowej[26];
- 31 października/1 listopada 1952 – Stany Zjednoczone przeprowadziły pierwszą na świecie próbę bomby wodorowej[27];
- 12 sierpnia 1953 – ZSRR przeprowadził próbę swojej pierwszej bomby wodorowej[26]; amerykańscy specjaliści oceniali, że będzie to możliwe najwcześniej w 1960 roku[28];
- 1 marca 1954 – Stany Zjednoczone przeprowadziły próbę pierwszej bomby trzystopniowej (FFF) na atolu Bikini;
- 13 lutego 1960 – pierwszy francuski wybuch atomowy (na Saharze)[26];
- 30 października 1961 – ZSRR zdetonował Car-bombę, największą w historii bombę jądrową, o mocy ok. 50 megaton[29];
- 5 sierpnia 1963 – podpisanie układu o zakazie prób broni jądrowej w atmosferze, przestrzeni kosmicznej i pod wodą. Zakaz nie dotyczył prób podziemnych. Układ podpisało ponad sto państw[26][30][31];
- 16 października 1964 – pierwszy chiński wybuch atomowy[32];
- 27 stycznia 1967 – układ o zasadach działalności państw w zakresie badań i użytkowania przestrzeni kosmicznej łącznie z Księżycem i innymi ciałami niebieskimi, zakazujący umieszczania broni atomowej w przestrzeni kosmicznej;
- 1 lipca 1968 – układ o nierozprzestrzenianiu broni jądrowej;
- 11 lutego 1971 – układ o zakazie umieszczania broni jądrowej i innych rodzajów broni masowej zagłady na dnie mórz i oceanów oraz w ich podłożu[33];
- 3 lipca 1974 – układ o ograniczeniu podziemnych prób z bronią jądrową (wszedł w życie 11 grudnia 1990)[34];
- 28 maja 1976 – układ o podziemnych eksplozjach jądrowych w celach pokojowych[35];

### Po zimnej wojnie
- 24 września 1996 – traktat o całkowitym zakazie prób z bronią jądrową;
- 12 lutego 2013 – udana (podziemna) próba detonacji bomby atomowej na terenie Korei Północnej przez tamtejszych naukowców.

## Plany użycia broni jądrowej

Amerykańskie i radzieckie/rosyjskie zapasy broni nuklearnej w latach 1945–2010

Dzięki istnieniu tej broni powstało przekonanie o możliwości pokonania przeciwnika bez użycia ogromnych armii, do zadania dużych zniszczeń na obszarze przeciwnika wystarczy samolot bombowy, pocisk artyleryjski lub rakieta przenosząca atomowe głowice bojowe.
Siła rażenia jest daleko większa niż w przypadku konwencjonalnego materiału wybuchowego – największe bomby są zdolne zniszczyć całe miasta. Bomby atomowe zostały zastosowane dwukrotnie w celach wojennych przez armię Stanów Zjednoczonych przeciwko japońskim miastom Hiroszima i Nagasaki, w trakcie II wojny światowej. Od tego czasu użyto ich około 2000 razy, jedynie w ramach testów, przeprowadzanych przez osiem państw (Stany Zjednoczone, Związek Radziecki, Wielka Brytania, Francja, Chińska Republika Ludowa, Indie, Pakistan i Korea Północna).
Mocarstwami nuklearnymi są Stany Zjednoczone, Rosja, Wielka Brytania, Francja, Chińska Republika Ludowa, Indie, Pakistan, Korea Północna i Izrael, którego władze nie potwierdzają ani nie zaprzeczają tym podejrzeniom. Republika Południowej Afryki wyprodukowała 4 bomby atomowe, lecz po upadku apartheidu jej arsenał nuklearny został zdeponowany w Izraelu.
Korea Północna ogłosiła, że ma arsenał nuklearny. Próbny ładunek został zdetonowany 9 października 2006 o 4.36 czasu polskiego. Eksplozję przeprowadzono w wyrytej w górach kopalni w prowincji Hamgyong. Jednak według wielu ekspertów władze w Pjongjangu potrzebują jeszcze 5–10 lat na przełamanie technicznych problemów i takie udoskonalenie ładunku, by móc umieścić go na rakiecie dalekiego zasięgu. Ukraina może mieć głowice atomowe, które w wyniku chaosu nie zostały zabrane przez Siły Zbrojne Federacji Rosyjskiej. O prace nad budową broni atomowej podejrzewany jest Iran.
Prace nad budową broni atomowej prowadziły swego czasu RPA oraz Irak. Przed upadkiem Muru Berlińskiego broń atomowa znajdowała się także na terenie NRD (dwie bazy), w Czechosłowacji (Hranice) oraz w Polsce. W okresie zimnej wojny przez krótki czas na Kubie stacjonowały także radzieckie pociski balistyczne.
Z chwilą wprowadzenia broni jądrowej na uzbrojenie podjęto prace nad planami jej użycia. Już w marcu 1946 r. Amerykanie zastosowali szantaż nuklearny wobec ZSRR grożąc użyciem broni jądrowej w przypadku niewycofania się z terytorium Iranu. Sowieci wycofali się w ciągu 24 godzin. W tym samym roku opracowano w USA pierwsze wersje planów operacyjnych wojny jądrowej przeciwko ZSRR. Były to plany Pincher, a potem Dropshot. Na początku lat 60. XX wieku Amerykanie przygotowali zintegrowany plan operacyjny Single Integrated Operational Plan SIOP-62 uwzględniający zmasowane wykorzystanie rakietowych pocisków nuklearnych odpalanych z wyrzutni naziemnych i okrętów podwodnych oraz bomb jądrowych przenoszonych przez lotnictwo strategiczne. Kolejne wersje planów SIOP uwzględniały zmiany w strategii wojennej USA i NATO oraz w rozwoju środków przenoszenia ładunków jądrowych. Podobne plany operacyjne miały również siły zbrojne ZSRR, Chin i Francji.

## Arsenał nuklearny świata

Państwa oficjalnie posiadające bomby atomowe. Izrael zaznaczony na zielono (posiadanie broni atomowej przez to państwo nie zostało oficjalnie potwierdzone)

Liczba głowic, będących w posiadaniu państw (dane szacunkowe):
- od 1945 – USA 5244[37]
- od 1949 – Rosja 5899[38]
- od 1952 – Wielka Brytania 225[39][40][41]
- od 1960 – Francja 290[39][40][42]
- od 1964 – Chiny 500[39][40][41][43]
- od 1974 – Indie 164[39][40][41][44]
- od 1979 – Izrael 90[39][41][45]
- od 1998 – Pakistan 170[39][41][46]
- od 2006 – Korea Północna 30[39][40][41][47]

## Prawdopodobne mocarstwa nuklearne
Lista ta przedstawia państwa pracujące nad bombą jądrową lub kiedyś ją mające; w nawiasie daty prac nad bombą atomową. Efekt tych prac często nie jest znany.

### Państwa obecnie istniejące
- Kanada (1942–1963) – nie miała osobnego programu, ale w latach 1963–1984 miała i produkowała głowice nuklearne dla Stanów Zjednoczonych.
- Szwajcaria (1949–1969)
- Australia (lata 50. XX wieku – 60. XX wieku)
- Szwecja (1952–1974)
- Egipt (1954–1967)
- Hiszpania (poł. lat 60. XX wieku – poł. lat 70. XX wieku)
- Tajwan (poł. lat 60. XX wieku – 1988)
- Korea Południowa (1971–1975)
- Irak (lata 70. XX wieku – poł. lat 90. XX wieku – budowano przy pomocy Francji elektrownię atomową w Osirak, pod Bagdadem. Została ona zbombardowana 7 czerwca 1981 r. przez lotnictwo izraelskie w Operacji Opera. Według oficjalnych danych Irak już nie był w stanie wznowić prac. Nieoficjalne źródła twierdzą, iż również służby wywiadowcze Izraela zlikwidowały egipskiego fizyka nuklearnego Meshada, który był szefem irackiego programu nuklearnego).
- RPA (1973–1982) – miała kilka głowic nuklearnych w latach 1982–1994.
- Argentyna (lata 70. XX wieku – 1990)
- Brazylia (1975–1988)
- Syria (1979-2007) – budowano reaktor atomowy w Dajr az-Zaur, który został zniszczony 6 września 2007 r. przez izraelskie lotnictwo w ramach Operacji Orchard.
- Libia (poł. lat 70. XX wieku – 2003) – miała program nuklearny.
- Iran (od lat 80. XX wieku)
- Algieria (od lat 80. XX wieku – 1995)
- Ukraina (lata 90. XX wieku) – nie miała programu nuklearnego, dysponowała częścią arsenału b. ZSRR. Zgodziła się pozbyć tego uzbrojenia, co też się stało, w zamian za określone środki finansowe od państw zachodnich, oficjalnie na utylizację.
- Kazachstan (lata 90. XX wieku) – nie miał programu nuklearnego, możliwe głowice poradzieckie.
- Polska (od lat 80. XX wieku do roku 1993) – istniały trzy bazy radzieckie (obiekt 3001 – Podborsko, obiekt 3002 – Brzeźnica-Kolonia, obiekt 3003 – Templewo), w których przechowywano około 180 głowic[49]. Część z nich (do rakiet R-17 znajdujących się w czterech brygadach rakiet taktyczno-operacyjnych), oraz bomby lotnicze do zmodyfikowanych egzemplarzy Su-7 planowano przekazać na krótko przed odpaleniem Wojsku Polskiemu. Istniała plotka, jakoby Sowieci oferowali Jaruzelskiemu broń nuklearną do bezpośredniego wyposażenia WP, lecz nie ma współcześnie dowodów na takie informacje. Możliwe, że próbowano w ten sposób zamaskować fakt, iż w latach 60. XX wieku dowództwo WP i kierownictwo państwa nie oponowało przed rozmieszczeniem na terytorium PRL radzieckiej broni nuklearnej. Wiadomo również, że w latach 70. Edward Gierek patronował pracom rektora WAT gen. Sylwestra Kaliskiego nad wywołaniem reakcji łańcuchowej przy pomocy lasera. Gierek myślał o ew. próbach jądrowych w sztolniach w Bieszczadach. Ostatecznie w Polsce powstały tylko reaktory doświadczalne w instytucie w Świerku. Sam Kaliski zginął w nie do końca jasnych okolicznościach.

### Państwa obecnie nieistniejące
- III Rzesza (1939–1945) – prowadzono w kilku zespołach badawczych prace nad materiałami rozszczepialnymi, budową reaktora oraz budową broni nuklearnej. Z owymi badaniami związani byli tacy naukowcy, jak: Werner Heisenberg, Carl Friedrich von Weizsäcker, Kurt Diebner, szef Poczty Niemieckiej Wilhelm Ohnesorge, Walther Gerlach, Erich Schuman. W czasie II wojny miał miejsce konflikt – Bitwa o ciężką wodę. Wiadomości nt. niemieckich badań są często sprzeczne, współcześnie w sposób pełny trudu ich opisu podjęli się niemiecki badacz Rainer Karlsch oraz amerykański pisarz Mark Walker. Szczególnie ten pierwszy dokonał poważnej pracy dla odkrycia nieznanych faktów[potrzebny przypis]. Według ustaleń Niemcy osiągnęli mnóstwo ważnych odkryć, zwłaszcza prawdopodobnie jako pierwsi zbudowali zdatny do użytku detonator do broni atomowej. Są poważne dowody w postaci świadectw świadków i pomiarów radioaktywności, iż dwukrotnie w Turyngii na poligonie Ordruf i prawdopodobnie na wyspie Rugia przeprowadzono detonacje ładunków nuklearnych w postaci płyt uranu otoczonych silnymi ładunkami konwencjonalnymi. Miały one zainicjować krótkotrwałe reakcje łańcuchowe o mocy wybuchu według równoważnika trotylowego szacowanego na ok. 100 ton. Konkretne dane, dokumenty są rozsiane po świecie, często przemilczane z różnych względów i mocno niekompletne.
- Japonia okresu Shōwa (1942–1945)
- Jugosławia (lata 50. XX wieku – 1987)

## Najpotężniejsza bomba jądrowa
Najpotężniejszą bombą jądrową (a dokładnie termojądrową) była Car Bomba. Detonację przeprowadził Związek Radziecki 30 października 1961 r. na wyspie Nowa Ziemia położonej na Morzu Arktycznym, na północnych krańcach obecnej Rosji. Była to dwustopniowa bomba termojądrowa, czyli oparta na fazie syntezy lekkich jąder atomowych, zainicjowanej detonacją jądrową. Miała moc 58 megaton, czyli w przybliżeniu 4000 bomb zrzuconych na Hiroszimę. Mimo że zmniejszono jej moc ze względów bezpieczeństwa (Car Bomba zaprojektowana została jako broń trójfazowa i mogła ona osiągnąć nawet 150 megaton, ale wówczas obszar objęty zniszczeniami, mimo dużego odosobnienia, objąłby kilka większych miast północnej Rosji, a opad radioaktywny zagroziłby całej Europie, toteż zrezygnowano z trzeciej fazy rozszczepiania), część skalistych wysepek, w których otoczeniu dokonano detonacji, wyparowała, a sam wybuch był odczuwalny nawet na Alasce. Bomba ta nazywana była także złowieszczo „Zabójcą Miast”. Bomba mogłaby całkowicie zniszczyć miasto wielkości Londynu, lecz skutki jej oddziaływania byłyby znacznie potężniejsze.

## Czynniki rażenia
Czynnikami rażenia broni jądrowej są (kolejność wg siły niszczenia):
- fala uderzeniowa – gwałtowne wahania ciśnienia i wywołany nimi podmuch, w wybuchu powietrznym przenosi około 50% energii wybuchu[50],
- promieniowanie przenikliwe – promieniowanie o własnościach jonizujących, w wybuchu powietrznym przenosi około 5% energii wybuchu[50],
- promieniowanie cieplne (świetlne) – promieniowanie niejonizujące, jego skutkiem jest głównie nagrzewanie, w wybuchu powietrznym przenosi około 35% energii wybuchu[50],
- impuls elektromagnetyczny – trwa ułamek sekundy, porusza się z prędkością światła,
- skażenie promieniotwórcze – w przypadku wybuchu powietrznego wyzwala się ok. 10% energii wybuchu[50].

## Rodzaje broni nuklearnej
Broń nuklearna (bomba jądrowa) jest oparta na wykorzystaniu reakcji jądrowej materiałów rozszczepialnych lub reakcji kombinowanej: rozszczepienie-synteza. Pod względem budowy zewnętrznej, rozmiarów i ciężaru bomba jądrowa zbliżona jest do konwencjonalnej bomby lotniczej. Zasadniczymi elementami są:
- ładunek jądrowy;
- urządzenie zapłonowe;
- powłoka metalowa.

W zależności od mocy ładunku bomby jądrowej mogą być stosowane przez lotnictwo bezpośrednio na polu walki lub zrzucane na obiekty o znaczeniu operacyjnym albo operacyjno-strategicznym. Moc bomby może wahać się w granicach od kilku kiloton do kilkunastu megaton.
Ze względu na sposób działania wyróżnia się:
- bombę rozszczepieniową (F od fission) – najprostsza, jednostopniowa bomba z materiałem rozszczepialnym
- bombę termojądrową (FF, od fission-fusion) – dwustopniowa bomba termojądrowa
- bombę płaszczową (FFF, od fission-fusion-fission) – trójstopniowa bomba, w której stopień pierwszy (bomba rozszczepieniowa) inicjuje bombę termojądrową (II stopień), a neutrony wywołane jej eksplozją rozszczepiają jądra płaszcza z uranu-238, lub innym materiałem aktywowanym neutronami (III stopień).

### Podstawowe rodzaje
Utrwalone w języku potocznym pojęcie "bomba atomowa" ma swoje źródło w pierwszych konstrukcjach, które były projektowane z zamiarem ich zrzucania (jako swobodnie spadające) z samolotów. Z historycznego punktu widzenia broń atomowa może być także wytwarzana jako pociski artyleryjskie, stacjonarne miny lądowe, głowice w torpedach lub współcześnie głównie w balistycznych lub kierowanych pociskach rakietowych. Pierwsze testowe ładunki atomowe (zarówno amerykańskie, jak i radzieckie) były umieszczane jako stacjonarne konstrukcje na kilkudziesięciometrowych wieżach, choć w założeniach dopasowane wielkością do istniejących wówczas środków przenoszenia jako bomby.

Schemat dwóch metod detonowania ładunku jądrowego

#### Bomba atomowa
Bomba atomowa czerpie swoją energię z reakcji rozszczepienia ciężkich jąder atomowych (np. uranu lub plutonu) na lżejsze pod wpływem bombardowania neutronami. Rozpadające się jądra emitują kolejne neutrony, które bombardują inne jądra, wywołując reakcję łańcuchową.
Zasada działania bomby atomowej polega na wytworzeniu/przekroczeniu w jak najkrótszym czasie masy krytycznej ładunku jądrowego. Przekroczenie masy krytycznej zazwyczaj uzyskuje się na jeden z dwóch sposobów: poprzez połączenie kilku porcji materiału rozszczepialnego (tzw. metoda działa) lub zapadnięcie materiału uformowanego w powłokę (tzw. metoda implozyjna). Wytworzenie masy krytycznej musi odbyć się szybko, by reakcja nie została przerwana już w początkowej fazie w wyniku przedwczesnego rozproszenia materiału rozszczepialnego, dlatego do ww. połączenia w metodzie działa lub „zgniatania” w metodzie implozyjnej używa się konwencjonalnego materiału wybuchowego. Reakcja łańcuchowa wydziela ogromną ilość energii. Wysoka temperatura i energia produktów rozpadu powodują błyskawiczne rozproszenie pozostałej, „nieprzereagowanej” części materiału rozszczepialnego i przerwanie reakcji łańcuchowej. Jako ładunku nuklearnego przy metodzie działa używa się uranu-235, zaś przy metodzie implozyjnej – plutonu-239.
Z jednego kilograma U-235 można uzyskać do 82 TJ (teradżuli) energii. Typowy czas trwania reakcji łańcuchowej to 1 μs, więc moc wynosi 82 EW/kg.

#### Bomba wodorowa

Bomba termojądrowa według projektu Ulama-Tellera

Zwana jest też bombą termojądrową. Zasada działania bomby wodorowej opiera się na wykorzystaniu reakcji termojądrowej, czyli łączenia się lekkich jąder atomowych (np. wodoru lub helu) w cięższe, czemu towarzyszy wydzielanie ogromnej ilości energii.
Ponieważ rozpoczęcie i utrzymanie fuzji wymaga bardzo wysokiej temperatury, bomba wodorowa zawiera ładunek rozszczepialny (pierwszy stopień), którego detonacja inicjuje fuzję w ładunku drugiego stopnia. Ciśnienie uzyskane z pierwszego stopnia kompresuje drugi stopień, otoczony płaszczem ze zubożonego uranu. Jednocześnie zawarty wewnątrz rdzeń ze wzbogaconego uranu w wyniku implozji osiąga masę krytyczną i staje się bardzo silnym źródłem neutronów. W tych warunkach w wodorowo-helowym paliwie rozpoczyna się niezwykle szybki i gwałtowny proces fuzji jąder, dzięki czemu w bardzo krótkim czasie emitowana jest energia wielokrotnie przekraczająca tę uzyskaną z pierwszego stopnia.
Ładunki drugiego stopnia mogą być łączone w prawie dowolnej ilości i wielkości (jedna reakcja fuzji inicjuje następną). To, jak i brak ograniczenia przez masę krytyczną oraz znacznie większa niż w przypadku ładunków rozszczepialnych wydajność, umożliwiają budowę broni o mocy daleko większej niż w przypadku zwykłej bomby atomowej.

#### Brudna bomba
Brudna bomba to określenie rodzaju broni radiologicznej, której działanie polega na rozrzuceniu materiału radioaktywnego na dużej przestrzeni przy pomocy konwencjonalnych materiałów wybuchowych. Powoduje to skażenie promieniotwórcze terenu. Materiał promieniotwórczy z wybuchu brudnej bomby zostałby rozproszony na dużym obszarze, przez co natężenie promieniowania byłoby niewielkie, a większość ewentualnych ofiar śmiertelnych zginęłaby od wybuchu ładunku konwencjonalnego. Powszechne obawy przed promieniowaniem spowodowałyby jednak znaczącą dezorganizację oraz pociągnęły za sobą duże koszty usunięcia skażenia.
Nazwa brudna bomba jest też stosowana do bomb jądrowych powodujących silne skażenie, jak bomba kobaltowa i bomba płaszczowa. Nazwa ta ma być przeciwstawieniem bomby czystej, za jaką uchodzi bomba neutronowa.

### Zaawansowane konstrukcje

#### Bomba neutronowa
Bomba neutronowa to specjalny rodzaj bomby termojądrowej, pozbawionej ekranu odbijającego neutrony, w której energia powstaje w wyniku reakcji syntezy deuteru z trytem. Siła jej wybuchu jest relatywnie niewielka. Małe jest również skażenie promieniotwórcze terenu (skąd określenie „bomba czysta”). Czynnikiem rażącym jest promieniowanie przenikliwe – neutronowe (szybkie neutrony – stąd nazwa), przenikające przez materię (w tym pancerz) i zabójcze dla żywych organizmów. Unosi ono nawet 80% energii wyzwolonej w trakcie detonacji.

#### Bomba kobaltowa
Bomba kobaltowa zawiera w osłonie kobalt, który pod wpływem wytwarzanych przez ładunek neutronów przekształca się w izotop Co-60, silne i trwałe (okres półrozpadu 5,26 lat) źródło promieniowania gamma. Głównym celem jest skażenie terenu, by uczynić go niezdatnym do zasiedlenia (brudna bomba). Zamiast kobaltu dodatkiem może być złoto, które pozostanie radioaktywne przez okres kilku dni, oraz tantal i cynk (kilka miesięcy).
Nazwą tą określane jest także urządzenie do teleradioterapii.

## Broń jądrowa w kulturze
W czasach zimnej wojny toczonej przez Stany Zjednoczone oraz Związek Socjalistycznych Republik Radzieckich, w USA strach przed nuklearnym atakiem ze strony Związku Radzieckiego był ogromny, co przyczyniło się do powstania wizji zagłady ludzkości lub upadku cywilizacji na skutek dojścia do konfliktu nuklearnego pomiędzy tymi dwoma państwami. W tej globalnej wojnie jądrowej dokonano by tak wielu eksplozji ładunków jądrowych, że nastąpiłoby powszechne skażenie promieniotwórcze, a efektem rozsiania dużych ilości pyłów w górnych warstwach atmosfery byłaby zima nuklearna. Paranoiczne lęki związane z zimną wojną ukazał Stanley Kubrick w filmie Doktor Strangelove, czyli jak przestałem się martwić i pokochałem bombę z roku 1963. W literaturze i filmie powstał nurt ukazujący upadek cywilizacji. Powstały liczne powieści i opowiadania fantastyczne dotyczące tego tematu jak: Metro 2033, Ostatni Brzeg, Deus Irae. Z tego nurtu wywodzą się filmy z serii Mad Max oraz tytuły takie jak Testament, Nazajutrz, Gry wojenne, Wysłannik przyszłości, Watchmen: Strażnicy, a także gry komputerowe z serii Fallout.